# Siegfried Grabner
Siegfried Grabner (Feldkirchen in Kärnten, 4 febbraio 1975) è un ex snowboarder austriaco.

## Palmarès

### Olimpiadi
- Bronzo a Torino 2006 nello slalom gigante parallelo.

### Mondiali
- Oro a Kreischberg 2003 nello slalom parallelo.
- Bronzo a Whistler 2005 nello slalom parallelo.